# Marc Alaimo
Michael Anthony "Marc" Alaimo (Milwaukee, 5 mei 1942) is een Amerikaans acteur, bekend om zijn rollen als slechterik. Bij Star Trekfans is hij beroemd om zijn rol als Gul Dukat in de televisieserie Star Trek: Deep Space Nine.

## Carrière
Alaimo speelt rollen in televisieseries sinds 1972. Hij trad op, meestal als boef, in series als Kojak, Gunsmoke, Baretta, The Bionic Woman, Starsky and Hutch, Knight Rider, Quincy, The Greatest American Hero, The Incredible Hulk, Quantum Leap, Family Guy en Hill Street Blues. Alaimo speelde ook in diverse films, zoals de klassieker The Last Starfighter uit 1984 in de rol van een, als mens vermomde, buitenaardse sluipmoordenaar, Naked Gun 33⅓: The Final Insult met Leslie Nielsen, Tango & Cash en The Dead Pool. Hij had een rol als Martiaanse beveiligingsbeambte in de film Total Recall van regisseur Paul Verhoeven.
Hij speelde diverse rollen in Star Trek: The Next Generation vanaf het eerste seizoen, zoals de eerste Romulan Commandant Tebok, en de eerste Cardassian Gul Macet, in de aflevering The Wounded uit 1991. Hij speelde ook een Frans sprekende pokerspeler met Data in de aflevering Time's Arrow. Vanaf 1993 gaf Alaimo invulling aan de rol van Gul Dukat in Star Trek: Deep Space Nine. Gul Dukat verscheen in 37 episodes van Deep Space 9.
Alaimo verleende zijn stem aan de schietgrage Ray McCall in het computerspel Call of Juarez.